# 長身南鱸
長身南鱸為輻鰭魚綱鱸形目鱸亞目南鱸科的其中一種，分布於亞洲馬來西亞沙巴Sepilok河流域，體長可達8.3公分，棲息在沼澤、氾濫區，屬肉食性，以小魚及甲殼類為食。